# Tino Ugidos
Faustino Ugidos Pola (León, España, 8 de febrero de 1970) más conocido como Tino Ugidos, es un entrenador español de baloncesto que actualmente ejerce como entrenador asistente del Real Betis Baloncesto de la Primera FEB.

## Trayectoria
Natural de León, Tino es entrenador superior de baloncesto y licenciado en Educación Física con amplia experiencia en categorías inferiores. Sus primeros pasos en las canchas fueron como entrenador del Club Deportivo Elemental Estela de Cantabria en la Primera Nacional Masculina al que dirigió desde 2003 a 2006.
En 2008, regresó a su ciudad natal para ser entrenador ayudante del Baloncesto León de Liga LEB Oro, donde trabajó hasta 2012 en el cuerpo técnico de Javier de Grado.
En la temporada 2013-14, se convierte en primer entrenador del Fundación Baloncesto León de Liga EBA, al que dirige durante dos temporadas y media. 
El 7 de diciembre de 2015, abandona el Fundación Baloncesto León para firmar como entrenador ayudante en el Quesos Cerrato Palencia de Liga LEB Oro. En el conjunto palentino trabajaría durante 4 temporadas como entrenador ayudante, formando parte de los cuerpos técnicos de Sergio García Martín, Alejandro Martínez Plasencia y Carles Marco.
En la temporada 2019-20, firma como entrenador ayudante de Rubén Perelló en el CB Almansa de Liga LEB Oro.
El 22 de junio de 2022, tras tres temporadas como ayudante, firma como primer entrenador del CB Almansa de Liga LEB Oro, tras la marcha Rubén Perelló.
En la temporada 2023-24, continúa como entrenador del CB Almansa en Liga LEB Plata, cargo en el que permanecería hasta enero de 2024, siendo sustituido por Sama, debido a la mala racha de resultados.
El 5 de agosto de 2024, firma como entrenador asistente de Gonzalo García de Vitoria en el Real Betis Baloncesto de la Primera FEB.

## Clubes
- 2003-06 Club Deportivo Elemental Estela de Cantabria - 1ª Nacional Masculina
- 2008-12 Baloncesto León (Entrenador Ayudante) - LEB Oro - Ayudante de Javier de Grado
- 2013-15 Fundación Baloncesto León - Liga EBA
- 2015-19 Quesos Cerrato Palencia (Entrenador Ayudante) - LEB Oro - Ayudante de Sergio García Martín, Alejandro Martínez Plasencia y Carles Marco
- 2019-22 CB Almansa - Liga LEB Oro - Ayudante de Rubén Perelló
- 2022-2024 CB Almansa - Liga LEB Oro y Liga LEB Plata
- 2024-actualidad Real Betis Baloncesto. (Primera FEB) Ayudante de Gonzalo García de Vitoria

## Palmarés
- Campeonato de España Universitario (2013-14)